# Sông Tang
Sông Tang, sông Nước Trong hay Sông Tung là một phụ lưu của sông Đắk Drinh. Sông Tang chảy qua các huyện Bắc Trà My tỉnh Quảng Nam và huyện Trà Bồng, Sơn Hà tỉnh Quảng Ngãi, Việt Nam.
Sông có chiều dài 47 km và diện tích lưu vực là 491 km² .
Tại làng Lổ xã Sơn Bao thì sông đổ vào Đăk Đrinh. Đoạn cuối này có tên gọi sông Nước Trong.

## Thủy điện
Thủy điện Nước Trong có công suất lắp máy 16,5 MW với 3 tổ máy, xây dựng trên vùng đất xã Sơn Bao huyện Sơn Hà, hoàn thành tháng 10/2012 .15°04′55″B 108°24′40″Đ / 15,082027°B 108,410987°Đ